# Torii Mototada
Torii Mototada (鳥居 元忠?; 1539 – 8 settembre 1600) è stato un samurai giapponese del periodo Sengoku e del seguente periodo Azuchi-Momoyama, capo del clan Torii. Era agli ordini del condottiero Tokugawa Ieyasu, uno dei principali artefici della riunificazione del paese.
Torii morì nell'assedio di Fushimi, dove la sua guarnigione venne sopraffatta e distrutta dall'esercito di Ishida Mitsunari. Rifiutando di arrendersi contribuì al cambiamento della storia giapponese, lasciando a Tokugawa il tempo per scappare e vincere la battaglia di Sekigahara.

## Biografia

### Primi anni
Torii nacque ad Okazaki ed era figlio di Torii Tadayoshi. Quando era ragazzo, venne mandato ostaggio al clan Imagawa dove divenne un paggio di Tokugawa Ieyasu, a quel tempo chiamato Matsudaira Takechiyo. Dopo il ritorno dal clan Imagawa, Ieyasu unificò la Provincia di Mikawa, e Mototada era al suo servizio in qualità di capo militare.

### Al servizio di Ieyasu
Nel 1572, Mototada succedette alla guida della famiglia Torii, dopo la morte del padre. Negli anni successivi combatté nella battaglia di Mikatagahara e nella successiva battaglia del castello Suwahara subì una ferita alle gambe che gli rese difficile camminare negli anni seguenti.
Mototada fu al fianco di Ieyasu nelle maggiori campagne militari. Con una forza di soli 2,000 uomini, che costituivano la retroguardia dell'armata, attaccò e sconfisse le forze del Tardo clan Hōjō composte di circa 10.000 uomini. Fu premiato da Ieyasu che gli offrì il castello Yamura nella Provincia di Kai. Nel 1585 si unì a Ōkubo Tadayo e Hiraiwa Chikayoshi nell'assedio del castello di Ueda del clan Sanada.
Dopo che Ieyasu si spostò nella regione di Kantō, fece di Mototada un daimyō e gli affidò il feudo di Yahagi nella Provincia Shimōsa, che produceva 40.000 koku di riso all'anno.

### Morte
Nell'agosto 1600, Torii venne informato da alcune spie che un esercito di 40.000 uomini guidati dagli alleati del clan Toyotomi stava travolgendo ogni ostacolo nella marcia verso il castello di Fushimi. Malgrado la guarnigione che difendeva il castello fosse in inferiorità numerica, la fuga sarebbe stata ancora possibile, ma Mototada, durante l'assedio di Fushimi, in un estremo atto di lealtà al suo padrone Tokugawa Ieyasu decise di rimanere e combattere fino alla fine.
Nella sua ultima lettera scritta durante l'assedio ed indirizzata al figlio maggiore Tadamasa, Torii scrisse che la sua famiglia aveva servito i Tokugawa per generazioni e che il suo stesso fratello era stato ucciso in battaglia. Scrisse anche che era un onore morire in battaglia, prima di tutto perché questo avrebbe dato coraggio al resto dei soldati di Tokugawa. Chiese al figlio di crescere i fratelli minori e di farli entrare a loro volta al servizio del clan Tokugawa, di rimanere umili e di non desiderare compensi monetari o terrieri.
Torii guidò i difensori del castello combattendo fino all'ultimo. L'eroica resistenza tenne impegnate le truppe nemiche per 10 giorni e diede modo a Ieyasu di mettersi in salvo e riorganizzare le proprie forze. Quando la guarnigione fu sterminata e non fu più possibile combattere, commise seppuku, come da tradizione dei militari giapponesi.

### Eventi che seguirono
Ieyasu riuscì nel giro di pochi giorni ad organizzare un grosso esercito e fu in grado di fronteggiare l'armata comandata da Ishida Mitsunari. Lo scontro avvenne il 21 ottobre di quello stesso anno nella celebre battaglia di Sekigahara, durante la quale le armate di Ieyasu trionfarono. Il successo pose fine alle guerre civili che avevano insanguinato il Giappone dal 1478 e permise a Ieyasu di assumere il controllo dell'intero paese. Negli anni successivi avrebbe consolidato il proprio potere arrivando a fondare nel 1603 lo shogunato Tokugawa, l'ultima dittatura militare del Giappone, che avrebbe dominato il paese fino al 1868. L'istituzione dello shogunato avrebbe dato il via ad un periodo di pace e di grande stabilità politica.
Il figlio di Mototada, Torii Tadamasa, ricevette nel 1602 da Ieyasu l'importante feudo di Iwakitaira, che produceva 100.000 koku di riso all'anno.